# 1806 en littérature
| Années de la littérature : 1803 - 1804 - 1805 - 1806 - 1807 - 1808 - 1809    |
| Décennies de la littérature : 1770 - 1780 - 1790 - 1800 - 1810 - 1820 - 1830 |

Cet article présente les faits marquants de l'année 1806 en littérature.

## Événements
- 21 juin : « De certains mots mis en vogue par les philosophes modernes[1] » tiré de l'article « Réflexions philosophiques sur la tolérance des opinions », de Louis de Bonald, qui parait dans le Mercure de France. Il lui vaut une une réprimande de Fouché[2].
- 13 juillet : Chateaubriand quitte Paris pour un voyage en Orient ; il s'embarque à Venise le 28 juillet, visite la Grèce (10 août), Constantinople (septembre), Jérusalem (4 octobre), Alexandrie (20 octobre), Tunis (18 janvier 1807) et l'Espagne (avril 1807). De retour à Paris le 5 juin 1807, il relate en 1811 son voyage dans son Itinéraire de Paris à Jérusalem[3].
- 23 novembre : mort de Roger Newdigate ; il laisse un legs qui finance la fondation du Prix Newdigate de poésie anglaise à l'Université d'Oxford[4]. Le premier lauréat est John Wilson.

## Parutions
- Mai : Thomas Moore, Epistles, Odes, and Other Poems, London, James Carpenter, 1806 (présentation en ligne). Le critique Francis Jeffrey, accuse l'ouvrage d'immoralité dans l'Edinburgh Review. Le poète le provoque en duel à Chalk Farm le 11 août. La police met fin au duel (le pistolet de Jeffrey n'est pas chargé) et les deux hommes se réconcilient. C'est le début d’une amitié[5].

- Geist der Zeit, vol. 1, Realschulbuchh, 1806 (présentation en ligne) (« Esprit du temps »), une série d’écrits polémiques en quatre tomes (1806-1818) attaquant l’empereur français. Le poète allemand est contraint de s’exiler en Suède.

- Antoine-Alexandre Barbier, Dictionnaire des ouvrages anonymes et pseudonymes, vol. 1, Paris, imprimerie Bibliographique, 1806 (présentation en ligne)), quatre volumes publiés entre 1806 et 1809 2, 3, 4.

- Charles Nodier, Les Tristes : ou Mélanges tirés des tablettes d’un suicidé, Paris, Demonville, 1806 (présentation en ligne).
- Achim von Arnim et Clemens Brentano, Des Knaben Wunderhorn, Heidelberg, Mohr & Zimmer, 1806-1808 (présentation en ligne) (« Le Cor merveilleux »), recueil de chants populaires (volkslieder).
- Constance de Cazenove d’Arlens, Lettres de Clémence et d’Hippolite, vol. 1, Brunswick, Alexandre Pluchart, 1806 (présentation en ligne), roman.
- Sydney Owenson, The Wild Irish Girl (en) : A National Tale, London, Richard Phillips, 1806 (présentation en ligne) (« La sauvageonne irlandaise »), roman épistolaire en trois volumes.

## Naissances
- 6 mars : Elizabeth Barrett Browning, écrivaine anglaise († 29 juin 1861).
- 20 juin : Friedrich Beck, écrivain bavarois (mort en 1888)

## Décès
- 26 juillet : Karoline von Günderode, poétesse romantique allemande (° 11 février 1780).
- Sakurada Jisuke I, auteur japonais de théâtre kabuki, né en 1734